# مایکل کوری (بازیکن فوتبال)
مایکل کوری (انگلیسی: Michael Currie؛ زادهٔ ۱۹ اکتبر ۱۹۷۹) بازیکن فوتبال اهل بریتانیا است.